# ギブソン・スピリット
ギブソン・スピリット (Gibson Spirit) はギブソンとエピフォンUSAのブランドで、1980年代に販売されたエレクトリックギターである。

## はじまり
スピリットは1982年から1987年にかけてテネシー州ナッシュビルおよびミシガン州カラマズーの工場で製造された、知名度の低いモデルである。当初はカラマズー工場でエピフォン名義で製造された。販売不振を受け、エピフォンのギターの数機種はギブソン名義に変えられた。しかし、エピフォンロゴはヘッドのギブソンロゴの下に隠れていた。後のモデルはナッシュビルのギブソンで製造された。またスピリットはギブソン・レスポール・ジュニア・ダブルカッタウェイモデルを模したものだが、現代的なシングルコイル/ハムバッカーピックアップの使用、カッタウェイが22フレットでなく20フレットの位置である、という大きな違いがある。

## モデルとバリエーション
すべてのスピリットはフラットトップ/バックである。コントロール用の穴はリア側に空けられている。上部ホーンは下部より若干長いダブルカッタウェイ。22フレットのセットネックで、フィンガーボードにはドットインレイ。フレームメイプル/タイガーメイプルトップをクリア/サンバースト仕上げしたモデルがある。トラストロッドカバーには単に "Spirit"、あるいはエピフォン製には "Spirit Made By Gibson" と記されている。ピックアップはレスポール1959年リイシューの物（デザインしたギブソンのエンジニアの名をとり「ティム・ショウ (Tim Show)」と呼ばれる）である。このピックアップには白いコイルの物もあり、ダーティー・フィンガーズと間違われることがあるが、このピックアップは中出力アルニコ・ピックアップであるのに対し、ダーティー・フィンガーズは高出力セラミック・ピックアップである。初期モデルはネック側ストラップピンがネックジョイントの裏側に付けられていたが、後のモデルでは上部ホーン先に移された。チューナーはクルーソータイプの「チューリップ」ノブだが、XPL等でエンクローズドチューナーも使用されている。

### スピリットI
このモデルの特徴はリア側に1つのハムバッカーを持つことである。ヘッドはギブソンおよびエピフォンの標準スタイルである、両サイドに3つのペグを配置した物。鼈甲色のピックガードがネックジョイント部をカバーし、ボディ上部を保護する。初期モデルはポプラ材と言われるが、後期はマホガニーかアルダーで、トップにメイプルを使用したものもある。また初期モデルはメイプルネックである。オリジナルのブリッジは、巻き付け式テールピースに6弦独立のブラスサドルの一体型であるシャラー455。1984年製モデルにはナッシュヴィル・チューン-O-マチックで独立テールピースの物もある。トーンコントロールとボリュームコントロールはそれぞれ1つ。このモデルは1982年から1984年にかけて製造された。

### スピリットII
このモデルとスピリットIとの決定的な違いはフロントにもハムバッカーピックアップを配置したこと、そしてピックガードが無いことのみである。スピリットIよりサンバーストカラーが一般的になった。ボディのバインディングもスピリットIIでよく使われている。ボリュームx2、トーンx1、レスポールタイプのピックアップ切り替えスイッチ (Rhythm/Treble) を装備。

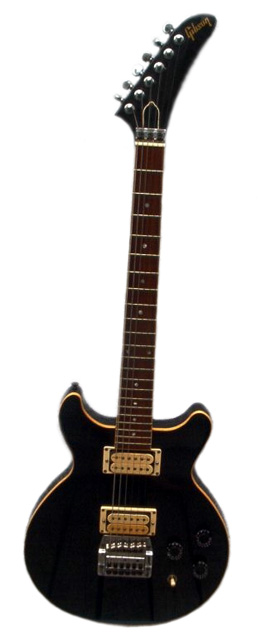
スピリットXPL

### スピリットXPL
このモデルと通常のスピリットの違いは、エクスプローラーのようにヘッドの片側に並んだペグ配置である。ケーラーフライヤーのトレモロユニットとロッキングナット装備で、そのためにボディにはキャビティが空いている。スーパーストラトと競うため、1ハム、2ハム以外にシングル/シングル/ハムバッカー(SSH)のモデルも有ったと言われる。1985年から1987年まで、おそらくはギブソン名義の元でのみ製造された。

### SR-71：スピリット?
SR-71はスピリットの研究において名は挙がっているが、一般的なスピリットとは明らかに形が違う。XPLがスーパーストラトへの第一歩とするなら、SR-71はその最終目標である。ボルトオンネックにフロイド・ローズのトレモロ、シングル/シングル/ハムバッカーのピックアップ構成と、さらにストラトキャスターに似たボディシェイプ。このギターは、実は当時ジャクソン/シャーベル社と提携していなかったシャーベルファミリーの一員によるデザインである。ギブソン製のSR-71を思い起こせるモデルのWRC、U2、US-1等は、すべてスーパーストラトである。